# ديك كيني
ديك كيني (بالإنجليزية: Dick Kinney)‏ هو فنان قصص مصورة ورسام رسوم متحركة وكاتب سيناريو أمريكي، ولد في 20 أكتوبر 1917 في يوتا في الولايات المتحدة، وتوفي في 24 مارس 1985 في غلينديل في الولايات المتحدة.

## وصلات خارجية
- ديك كيني على موقع IMDb (الإنجليزية)
- ديك كيني على موقع قاعدة بيانات الفيلم (الإنجليزية)